# Marian Savu
Marian Savu (* 11. Oktober 1972 in Pietroșani, Kreis Teleorman) ist ein ehemaliger rumänischer Fußballspieler. Der Stürmer bestritt insgesamt 257 Spiele in der rumänischen Divizia A, der ukrainischen Premjer-Liha und der ungarischen Nemzeti Bajnokság. In der Saison 1999/2000 wurde er rumänischer Torschützenkönig.

## Karriere
Savu kam im Jahr 1989 in den Kader der ersten Mannschaft von Flacăra Moreni, das seinerzeit in der höchsten rumänischen Fußballliga, der Divizia A, spielte. Dort kam er aber in seinem ersten Jahr noch nicht zum Einsatz und konnte somit den Abstieg am Saisonende nicht verhindern. Nach der Saison wechselte er zum rumänischen Spitzenklub Dinamo Bukarest.
Beim amtierenden Meister konnte sich Savu in der Spielzeit 1990/91 nicht durchsetzen und kam lediglich auf sechs Einsätze. Er wurde daraufhin an seinen früheren Verein ausgeliehen, der in der Divizia B spielte. In der Winterpause 1992/93 holte ihn Dinamo zurück. Seinen Durchbruch schaffte Savu in der Saison 1993/94, als er zwölf Treffer erzielen konnte und seinem Verein damit die Qualifikation zum UEFA-Pokal sicherte. Dennoch wurde er zu Beginn der folgenden Spielzeit erneut ausgeliehen – diesmal an den Ligakonkurrenten FC Brașov. Schon nach einem halben Jahr kehrte er zu Dinamo zurück und belegte mit seinem Team erneut den dritten Platz hinter Steaua Bukarest und dem FC Universitatea Craiova.
Zu Beginn des Jahres 1996 verließ Savu Dinamo und wechselte zum Lokalrivalen Rapid Bukarest. Nach Saisonende schloss er sich dem FC Național Bukarest an. In der Saison 1996/97 gehörte er zum Stammpersonal seines neuen Vereins. Er sicherte sich mit dem Klub die Vizemeisterschaft und zog ins Pokalfinale, wo er jedoch nicht zum Einsatz kam. In der Hinrunde 1997/98 brachte er es nur auf fünf Einsätze und wurde für den Rest der Spielzeit an den Lokalrivalen Sportul Studențesc ausgeliehen. Sportul stieg am Saisonende aus der Divizia A ab.
Nach seiner Rückkehr zum FC Național erlebte Savu die für ihn als Stürmer erfolgreichsten Jahre seiner Karriere. Obwohl sein Verein sich nur im Mittelfeld der Liga platzieren konnte, kam er in der Saison 1998/99 auf 19 Tore und konnte diesen Wert in der darauffolgenden Spielzeit mit 20 Treffern überbieten, was ihm die Torjägerkrone einbrachte. Savu profitierte in dieser Saison jedoch davon, dass sein größter Rivale Adrian Mutu in der Winterpause ins Ausland gewechselt war und sein Torekonto von 18 in der Rückrunde nicht mehr verbessern konnte.
Durch diesen Erfolg wurden ausländische Klubs auf Savu aufmerksam, so dass ihn im Jahr 2000 der ukrainische Klub Schachtar Donezk unter Vertrag nahm. Dort konnte er sich nicht durchsetzen und verließ den Verein bereits nach einem halben Jahr zum Ligakonkurrenten Metalurh Donezk, wo er ebenfalls nur selten zum Einsatz kam. Er kehrte schon 2001 zum FC Național zurück, konnte aber an seine früheren Leistungen nicht mehr anknüpfen. Zwar wurde er erneut Vizemeister, wechselte aber nach nur einer Spielzeit zu AEL Limassol nach Zypern.
Auch auf Zypern blieb Savu lediglich ein Jahr und schloss sich im Jahr 2003 dem ungarischen Erstligisten Videoton FC an. Nach einer Spielzeit kehrte er ein drittes Mal zum FC Național zurück, konnte aber nur noch selten seine Qualitäten unter Beweis stellen. Im Jahr 2006 wechselte er zu Petrolul Ploiești in die Liga II, wo er ein Jahr später seine Karriere beendete.

## Erfolge
- Rumänischer Vizemeister: 1993, 1997, 2002
- Rumänischer Pokalfinalist: 1997
- Rumänischer Torschützenkönig: 2000